# 衛恆 (西晉)
衛恆（？—291年），字巨山，河東安邑（今山西省夏縣）人。西晉書法家。衛覬之孙，書法家衛瓘之子。著有《四體書勢》。

## 生平
善草書，兼學隸、篆，宗尚東漢張芝，衛瓘曰：“我得伯英（张芝）之筋，恒得其骨。”少闢為司空司馬攸的齊王府幕僚，轉太子舍人，官至秘書丞、尚書郎、太子庶子、黄门郎。娶王浑女，卫玠即王氏所出嫡子。晋惠帝永平元年（291年）同父親衛瓘、弟衛岳、衛裔等九人皆為賈南風及楚王司馬瑋遣之榮晦所殺。卫恆之子卫璪、卫玠幸免于难。后来晋廷追赠卫恆为长水校尉，谥兰陵贞世子。